# Cailleux (cráter)
Cailleux es un cráter de impacto lunar que está unido por el sudoeste al borde de la llanura amurallada del cráter Poincaré. Se encuentra ubicado en la parte sur de la cara oculta de la luna, por lo que no puede ser observado desde la Tierra. Al sureste de Cailleux aparece el cráter Lyman, y por el oeste Prandtl.
Este cráter debe su nombre al fallecido científico francés André de Cayeux de Senarpont, que utilizó el seudónimo de André Cailleux en todos sus trabajos publicados.
El cráter es circular y simétrico, con un borde desgastado y la pared interior marcada por una serie de pequeños cráteres. La mayor parte de las laderas de la pared interior descienden suavemente hacia el suelo interior, y no presenta aterrazamientos u otros detalles particulares. El fondo del cráter está nivelado y carece de rasgos distintivos, con solo unos pocos cráteres minúsculos que marcan su superficie.
Antes de ser denominado Cailleux por la UAI, había sido el cráter satélite Poincaré R.